# سوتلوفکا (شهرستان بیژبولیاکسکی، باشقیرستان)
سوتلوفکا (انگلیسی: Svetlovka, Bizhbulyaksky District, Republic of Bashkortostan) یک شهرک در شهرستان بیژبولیاکسکی باشقیرستان کشور روسیه است.